# Absorbant saturable
Un absorbant saturable est un élément optique permettant une absorption décroissant avec l'intensité de la lumière. La propriété d'absorption saturable est présente pour tous les matériaux à forte puissance, mais l'intérêt d'un absorbant saturable réside dans une absorption à faible puissance.

## Principe pour un laser
L'insertion d'un absorbant saturable dans une cavité laser entraine des pertes importantes dans la cavité tant que l'absorbant n'est pas saturé. Lorsque l'absorbant est saturé, il n'occasionne pratiquement plus de pertes et donc le gain du laser devient très important. C'est cette brutale variation du gain qui est à l'origine des fortes intensités atteintes par les lasers à commutation-Q.

## Applications

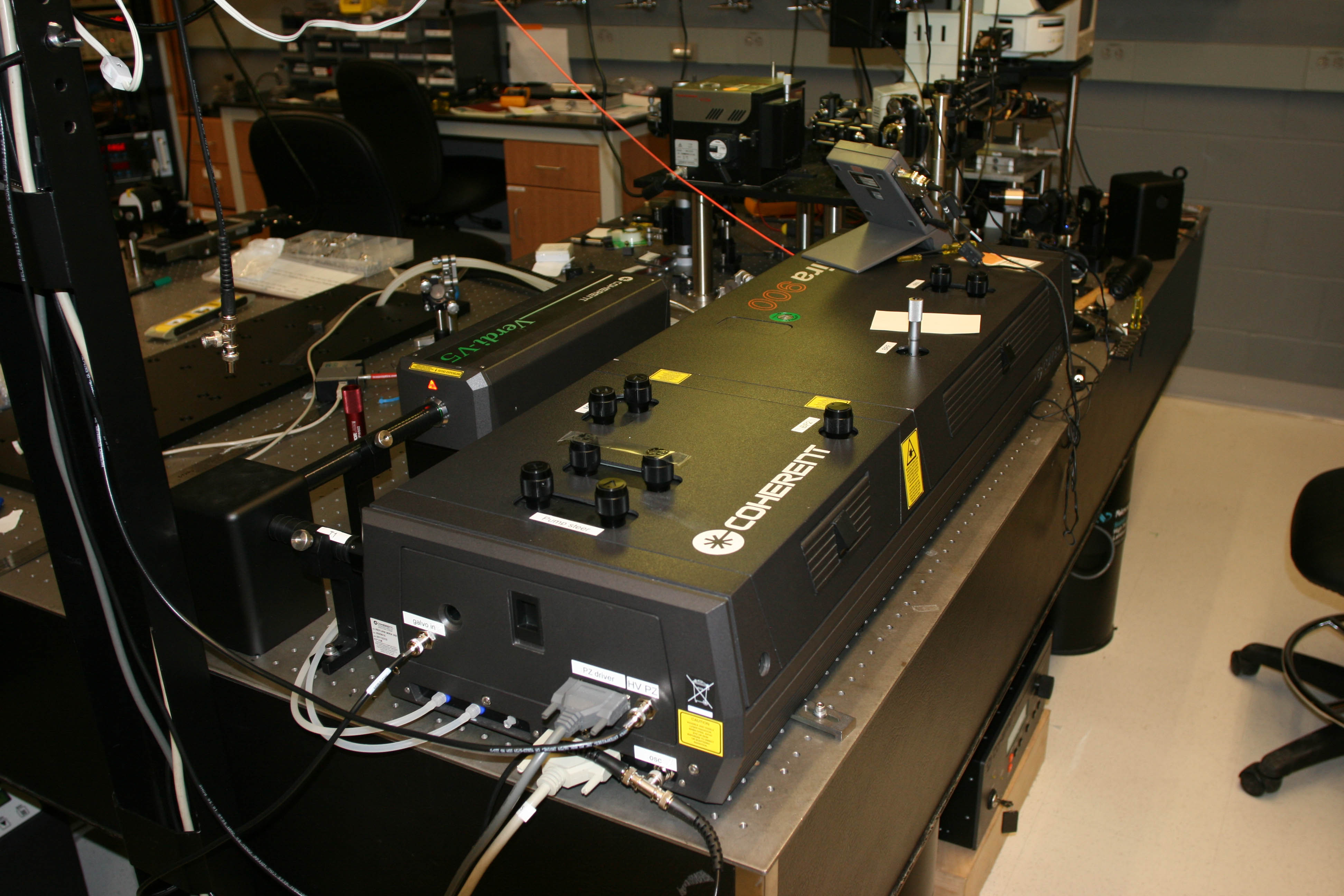
Exemple de laser femtoseconde pulsé

- La principale application des absorbants saturables est la réalisation de laser à commutation-Q[3].